# Opuntia littoralis
Opuntia littoralis (Engelm.) Cockerell es una especie fanerógama perteneciente a la familia Cactaceae. Es nativa de Norteamérica en México y California.

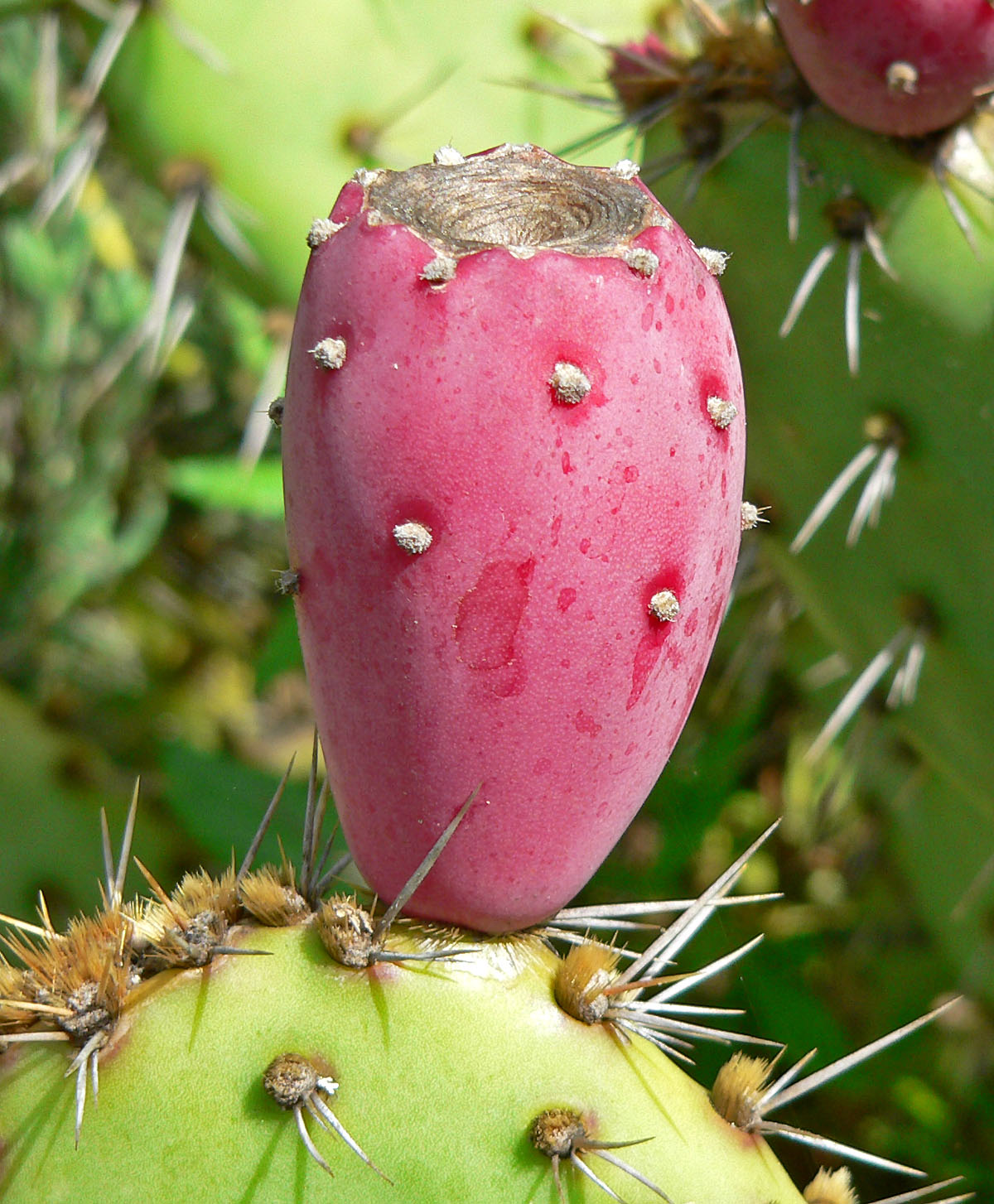
Fruto.

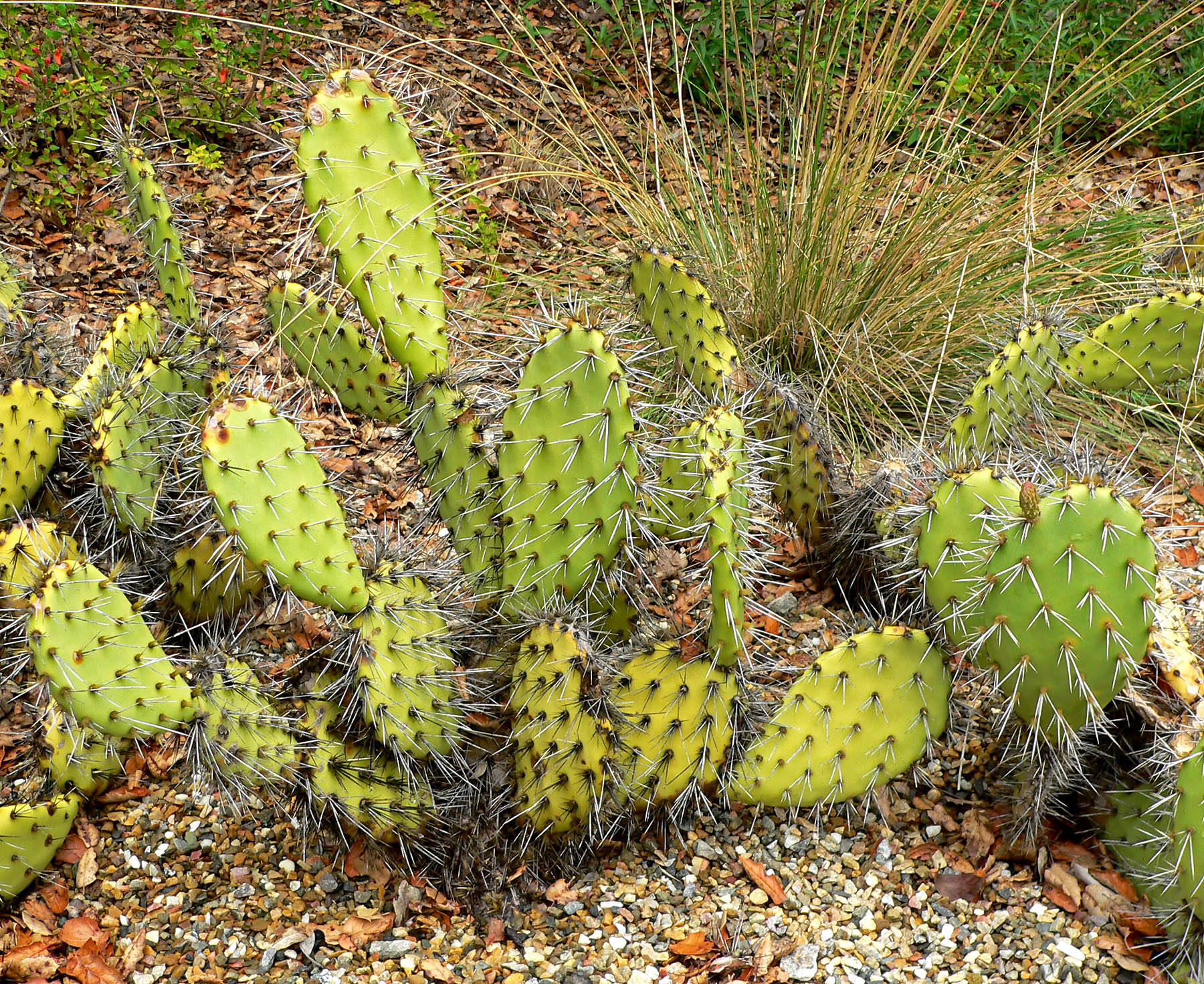
Vista de la planta.

## Descripción
Opuntia littoralis es un arbusto que crece en expansión con un poco de altura en posición vertical, alcanzando un tamaño de entre 30 y 60 centímetros de ancho y de hasta 1 metro o más de altura. El tallo con secciones glauco -verdes, ovadas a elípticas de 7 a 30 cm de largo y 5 a 10 cm de ancho. Las areolas a 1,5 a 3 cm de distancia. Los  gloquidios de color ocre amarillo o marrón  de hasta 4,5 mm de largo. Tiene hasta once espinas rectas a curvas, marrón,  gris o amarillas presentes, rara vez ausentes. Las flores son de color amarillo con una base de color rojo o magenta o rosa púrpura. Alcanzan una longitud de 5 a 7,5 centímetros . El fruto de color rojo a rojo-púrpura es carnoso de hasta 4 cm de largo y un diámetro 2,5 a 3,8 centímetros.

## Taxonomía
Opuntia littoralis  fue descrita por (Engelm.) Cockerell y publicado en Bulletin of the Southern California Academy of Sciences 4(1): 15. 1905.
Etimología
Opuntia: nombre genérico  que proviene del griego usado por Plinio el Viejo para una planta que creció alrededor de la ciudad de Opus en Grecia.
littoralis: epíteto latino que significa "del litoral, cercana al mar".
Sinonimia
- Opuntia engelmannii
- Opuntia semispinosa[4]

Variedades
- Opuntia littoralis var. austrocalifornica L. Benson & Walkington
- Opuntia littoralis var. littoralis' (Engelm.) Cockerell
- Opuntia littoralis var. piercei (Fosberg) L. Benson & Walkington
- Opuntia littoralis var. vaseyi (Coult.) L. Benson & Walkington